# Puccinia seorsa
Puccinia seorsa ist eine Ständerpilzart aus der Ordnung der Rostpilze (Pucciniales). Der Pilz ist ein Endoparasit des Korbblütlers Piptocarpha chontalensis. Symptome des Befalls durch die Art sind Rostflecken und Pusteln auf den Blattoberflächen der Wirtspflanzen. Sie ist in Süd- und Mittelamerika verbreitet.

## Merkmale

### Makroskopische Merkmale
Puccinia seorsa ist mit bloßem Auge nur anhand der auf der Oberfläche des Wirtes hervortretenden Sporenlager zu erkennen. Sie wachsen in Nestern, die als gelbliche bis braune Flecken und Pusteln auf den Blattoberflächen erscheinen.

### Mikroskopische Merkmale
Das Myzel von Puccinia seorsa wächst wie bei allen Puccinia-Arten interzellulär und bildet Saugfäden, die in das Speichergewebe des Wirtes wachsen. Ihre Spermogonien wachsen oberseitig gesellig auf den Wirtsblättern. Die blattunterseitig in Gruppen wachsenden Aecien der Art sind kurzzylindrisch und gelblich. Sie besitzen 30–36 × 27–30 µm große, kugelige bis zitronenförmige und hyaline bis hellgelbliche Aeciosporen mit fein warziger Oberfläche. Die kastanienbraunen Uredien des Pilzes wachsen blattunterseitig. Ihre kastanienbraunen Uredosporen sind 30–35 × 29–33 µm groß, zumeist kugelig und stachelwarzig. Die blattunterseitig wachsenden Telien der Art sind kastanienbraun, kompakt und unbedeckt. Die tief gold- oder hell kastanienbraunen Teliosporen sind zweizellig, in der Regel spindelförmig-zylindrisch und 70–115 × 20–26 µm groß. Ihre Stiele sind farblos und bis zu 115 µm lang.

## Verbreitung
Das bekannte Verbreitungsgebiet von Puccinia seorsa umfasst Guatemala und Brasilien.

## Ökologie
Die Wirtspflanze von Puccinia seorsa ist Piptocarpha chontalensis. Der Pilz ernährt sich von den im Speichergewebe der Pflanzen vorhandenen Nährstoffen, seine Sporenlager brechen später durch die Blattoberfläche und setzen Sporen frei. Die Art durchläuft einen Entwicklungszyklus mit Spermogonien, Aecien, Telien und Uredien.